# Culebra 1996
 (septembre 2015).
Pour les articles homonymes, voir Culebra (homonymie).
Albums de Cuca
La Racha
(1995) El Cuarto de Cuca
(1997)
Culebra 1996 est un extended play du groupe de hard rock mexicain Cuca enregistré et sorti en 1996. 
Cet EP a été réalisé à la suite du départ du groupe d'Alfonso Fors, chanteur du groupe. Son frère, José Fors, annonce son retour au chant et décide d'enregistrer deux singles du disque précédent, La Racha, sur lequel Alfonso Fors avait enregistré sa voix. Les chansons choisies furent Toma et La Balada, lesquelles étaient parmi les plus écoutées.

## Liste des titres
1. Toma
2. La Balada

## Composition du groupe
- José Fors : chanteur
- Galo Ohcoa : guitariste
- Carlos Aviléz : bassiste
- Ignacio González : batteur